# Idiocnemis fissidens
Idiocnemis fissidens – gatunek ważki z rodziny pióronogowatych (Platycnemididae).